# Absturz in der Wildnis
Absturz in der Wildnis (Originaltitel: True Heart) ist ein US-amerikanischer Abenteuerfilm aus dem Jahr 1997. Regie führte Catherine Cyran, die zudem das Drehbuch schrieb. Kirsten Dunst und Zachery Ty Bryan spielen neben August Schellenberg die Hauptrollen in dieser Geschichte um ein Geschwisterpaar, das in Not gerät.

## Handlung
Die minderjährigen Geschwister Sam und Bonnie konkurrieren häufig miteinander. Als ein Flug sie zu ihren Eltern bringen soll, die an einer Umweltkonferenz teilnehmen, stürzt das Flugzeug irgendwo in der menschenleeren kanadischen Wildnis ab. Die 14-jährigen Zwillinge überleben das Unglück, während ihre Begleitperson und alle anderen Insassen der Maschine den Tod finden.
Der Indianer Khonanestra, dessen treuer Begleiter der Kodiakbär „Grandfather“ ist, findet das Geschwisterpaar und bewahrt beide so vor dem sicheren Tod. Er ist es dann auch, der sich in erster Linie um Sam und Bonnie kümmert und ihnen hilft, sich auf die fremde Umgebung und die teils gefährlichen Situationen einzustellen. Schnell lernen die Geschwister, dass man sich vor den in der Gegend tätigen skrupellosen Wilderern mehr fürchten muss, als vor den gewaltigen Bären, die dort zu Hause sind. Immer wieder befinden die drei sich auf der Flucht, da die Wilderer fürchten, dass eventuelle Mitwisser ihrer schmutzigen Geschäfte sie in Schwierigkeiten bringen könnten, und dem wollen sie um jeden Preis vorbeugen.
Die Eltern von Sam und Bonnie organisieren unterdessen eine fieberhafte Suche nach ihren Kindern. Durch Fehlinformationen kommt es dazu, dass sie Khonanestra der Wilderei verdächtigen und glauben, ihre Kinder seien bei ihm in größter Gefahr. Die Geschwister können die Situation jedoch aufklären, bevor die Wilderer ihrer habhaft werden und klarstellen, wer hier böse ist.

## Produktionsnotizen
Der Film wurde in British Columbia gedreht.
Die deutsche Synchronisation wurde von der PPA Film GmbH Pierre Peters-Arnolds in München durchgeführt. Pierre Peters-Arnolds war für Dialogbuch und Dialogregie verantwortlich.

## Veröffentlichung
Der Film hatte in den USA am 15. Juni 1999 Videopremiere. In Argentinien war er bereits im Februar 1999 unter dem Titel Corazón de fuego als Video verfügbar. Veröffentlicht wurde er zudem in Bulgarien, Brasilien, Frankreich, Griechenland, Ungarn und in Russland sowie in Deutschland unter dem Titel Absturz in der Wildnis.

## Kritiken
Dan Jardine schrieb im Apollo Movie Guide, die Spannung sei „minimal“, die Bilder würden zu sehr Postkarten ähneln. Von den zwei Hauptcharakteren wirke nur der von Dunst verkörperte zum Anfang überzeugend, würde jedoch bald auf das Geschrei und das Rennen durch die Wälder reduziert – wie beim Rest der Besetzung. Der Film sei nicht armselig, sondern nur lustlos gemacht.
Das Lexikon des internationalen Films schrieb, der Film sei ein „abwechslungsreicher Abenteuerfilm für größere Kinder und Jugendliche, der seine Geschichte durch einen ökologischen Anstrich“ aufwerte.
Die Filmzeitschrift Cinema zog das Fazit: „Mittelmäßige Nachhilfe in Ökopädagogik.“